# Viola (futebolista)
Paulo Sérgio Rosa (São Paulo, 1 de janeiro de 1969), mais conhecido como Viola, é um ex-futebolista brasileiro que atuava como centroavante.
Formado nas categorias de base do Corinthians, é o 16º artilheiro da história do clube, com 105 gols em 283 jogos. Seu apelido teve origem ainda na infância, devido à marca da primeira chuteira que usava para treinar.

## Carreira

### Corinthians
Em 1988, na final do Campeonato Paulista entre Corinthians e Guarani, o então aspirante Viola precisou jogar no lugar do titular Edmar. E aos cinco minutos do primeiro tempo da prorrogação, o atacante fez o gol que deu o título ao Timão.

### São José e Olímpia
Após este início marcante como profissional, Viola passou por uma má fase em sua carreira, chegando a ficar três meses em 1989 sem marcar um gol. A cobrança da torcida era muito grande, e Viola foi jogar no São José, depois no Olímpia.

### Retorno ao Corinthians
Em 1992, mais experiente, voltou ao Corinthians, em um período que marcou parte da sua história na equipe alvinegra. Viola fez gols e conquistou títulos importantes no futebol brasileiro. Atuando pelo Timão, o atacante acumulou, em 1995, os títulos do Campeonato Paulista e da Copa do Brasil. Disputou 143 jogos, marcou 49 gols e conquistou a torcida, com a objetividade e a efetividade que se espera de um bom artilheiro, o carisma e a referência, marcados principalmente pelas suas comemorações irreverentes. Foi nesta fase também que Viola obteve exposição internacional, jogando pelo Corinthians e sendo convocado para a Seleção Brasileira.

### Valencia
A exposição internacional e a boa fase no time alvinegro paulista levou-o a ser contratado pelo Valencia, da Espanha, em 1995. Apesar de à época ter sido a contratação mais cara do clube (4 milhões de dólares), Viola não se adaptou à Europa. Bateu boca com o então capitão e ídolo valenciano Fernando Gómez e, por determinação do treinador Luis Aragonés, era o único atleta a não dividir quarto. Era ironicamente chamado pelos torcedores de Príncipe de Bel-Air, em referência à série The Fresh Prince of Bel-Air (transmitida no Brasil sob o nome de Um Maluco no Pedaço) pois, a exemplo do protagonista da atração, um rapper interpretado por Will Smith, vivia com um walkman nos ouvidos.

### Palmeiras
Tais problemas trouxeram-no de volta ao futebol brasileiro em 1996, desta vez para defender o Palmeiras. O jogador teve bons números pelo clube alviverde, disputando 66 partidas e marcando 37 gols.

### Santos
No dia 18 de março de 1998, Viola teve sua contratação oficializada pelo Santos por empréstimo, ao custo de R$ 700 mil. O atacante marcou seu primeiro gol pelo clube no dia 11 de abril, numa vitória por 3 a 2 diante da Portuguesa, válida pelo Campeonato Paulista. Viola balançou as redes cinco vezes na Copa do Brasil, ajudando o Santos a chegar até as semifinais.
Foi campeão da Copa CONMEBOL do mesmo ano, onde foi autor de quatro gols, sendo o artilheiro do time. O jogador terminou artilheiro do Campeonato Brasileiro, onde marcou 21 gols. Terminou o ano de 1998 com 31 gols.
No ano seguinte, ficou no Santos nas campanhas do quarto lugar no Paulistão, eliminação para o Goiás na Copa do Brasil e no vice do Rio-São Paulo, marcando um total de 18 gols.

### Vasco da Gama
Viola transferiu-se para o Rio de Janeiro no segundo semestre de 1999, para defender o Vasco da Gama. Marcou seu primeiro gol pelo cruzmaltino em São Januário, no jogo em que o clube venceu o Vitória por 3 a 1, em partida válida pelo Brasileirão daquele ano. No mesmo ano marcou um gol de bicicleta contra o Cruzeiro pela Seletiva da Libertadores.
Em 2008, atuando pelo Duque de Caxias, Viola adotou uma postura de respeito, lembrada pelos torcedores cruzmaltinos como demonstração de amor pelo Vasco. O atacante, que defendeu o time carioca de 1999 a 2001, prometeu que não comemoraria caso marcasse gol em cima de seu ex-clube. O time do jogador, veterano, foi derrotado por 2 a 0 em São Januário. Ao ser substituído, aos 30 minutos do segundo tempo, Viola foi ovacionado pelo torcedores vascaínos e chorou.
No Vasco, o jogador formou dupla de ataque com Edmundo e Romário, outros dois grandes ídolos do clube carioca. Viola marcou 32 gols, conquistou a Copa Mercosul e o Campeonato Brasileiro de 2000.

### Retorno ao Santos e Gaziantepspor
Em 2001, voltou ao Santos para o Brasileirão, onde marcou 12 gols em 24 jogos pelo Peixe.
Após não conquistar títulos, deixou o time para jogar no Gaziantepspor, da Turquia, em busca de independência financeira.

### Guarani e outros clubes
De volta ao Brasil em 2004, ele defendeu o Guarani, mas não conseguiu impedir o rebaixamento do time de Campinas no Campeonato Brasileiro.
No ano seguinte, Viola foi contratado pelo Bahia como a estrela do clube na disputa da Série B de 2005. O atacante foi o jogador mais caro do elenco, ganhando cerca de 70 mil reais mensalmente, e tentou justificar o investimento, marcando gols importantes. Porém, o seu esforço não foi suficiente para evitar o rebaixamento do clube para a Série C. Ainda em 2005, Viola transferiu-se para o Flamengo, confirmando os boatos que davam conta de negociações com o clube carioca. O jogador foi contratado com a missão melhorar o desempenho do ataque rubro-negro, naquele momento o pior da competição. Ironicamente, Viola não chegou a atuar pelo clube carioca.
O último dia de 2005 e os primeiros de 2006, ficaram marcados pela sua detenção por porte ilegal de arma (uma espingarda). Viola acabou passando três dias preso na Cadeia Pública de Barueri. Entretanto, isso não impediu que o jogador mantivesse as negociações com o Juventus para a disputa do Campeonato Paulista.
Em fevereiro de 2007, foi contratado pela UNITRI para jogar no Uberlândia o Módulo II do Campeonato Mineiro. Após apenas dois gols e muita indisciplina, acabou dispensado do clube antes da fase final da competição.
Voltou ao Rio de Janeiro em 2008, dessa vez para defender o Duque de Caxias no Campeonato Carioca. O jogador assinou um contrato de quatro meses e foi a principal contratação do clube, que voltou à primeira divisão do Campeonato Carioca. No segundo semestre, o atacante acertou com o Angra dos Reis para disputar a segunda divisão do Campeonato Carioca.
Teve a sua a contratação anunciada pelo Resende, time da primeira divisão carioca, no dia 16 de dezembro de 2008. Viola, que foi apresentado no dia 9 de janeiro de 2009, teve uma passagem apagada pela equipe e começou a excursionar pelo país atuando em partidas de showbol.
No início de 2010, foi anunciado como o grande reforço do time do Brusque para a disputa do Campeonato Catarinense. Já no dia 27 de junho, foi contratado pelo modesto Umuarama, do Paraná. Perdeu do Coritiba por 3 a 0 em memória do aniversário de 55 anos da cidade de Umuarama. No mesmo ano participou do reality show A Fazenda 3, da RecordTV. Foi o sétimo eliminado da atração, com 76% dos votos, a maior taxa de rejeição da história do programa.
Em 17 de janeiro de 2013, aos 44 anos, foi contratado pelo Grêmio Osasco. No entanto, pela fraca campanha do clube na Série A2, logo encerrou seu contrato. No dia 12 de abril foi anunciado como novo reforço do Tanabi, do interior de São Paulo, para a disputa da Segunda Divisão Paulista.

### Taboão da Serra e aposentadoria
No dia 26 de fevereiro de 2015, Viola assinou por cinco meses com o Taboão da Serra, de São Paulo, para disputar a Segunda Divisão Paulista (correspondente a quarta divisão). Questionado sobre sua nova fase, o atacante declarou:
| “                         | A expectativa é de como se eu fosse sair dos juniores e estrear no profissional. Sempre dá aquele friozinho na barriga, mesmo depois de tantos anos. Fico emocionado de voltar aos gramados, ver os torcedores envolvidos. Estou muito feliz por tudo o que estão fazendo por mim, anunciando minha estreia em cartazes, carros de som. Vai ser uma coisa muito gostosa. E, o mais importante, precisamos respeitar o adversário, mas ir em busca dessa vitória | ” |
| — Viola, ao Globo Esporte | |   |

Viola estreou pelo Taboão no dia 25 de abril, em partida contra o Ecus, válida pela segunda rodada do Campeonato Paulista da Segunda Divisão. Logo na estreia, o veterano marcou seu primeiro gol pela nova equipe, o primeiro do jogo, na vitória por 2 a 1.

## Seleção Nacional
Foi chamado para participar da Seleção Brasileira que conquistou a Copa do Mundo de 1994 nos Estados Unidos. Chegou a atuar na final contra a Itália por alguns minutos da prorrogação, mas não foi um dos batedores na disputa por pênaltis que garantiu o tetracampeonato do Brasil.

## Títulos
Corinthians
- Campeonato Paulista: 1988 e 1995
- Copa Bandeirantes: 1994
- Copa do Brasil: 1995

Valencia
- Troféu Naranja: 1996

Santos
- Copa CONMEBOL: 1998

Vasco da Gama
- Copa Mercosul: 2000
- Campeonato Brasileiro: 2000
- Taça Guanabara: 2000
- Taça Rio: 2001

Seleção Brasileira
- Copa do Mundo: 1994

### Artilharias
Corinthians
- Campeonato Paulista de 1993 (20 gols)

Santos
- Copa CONMEBOL de 1998 (4 gols)
- Campeonato Brasileiro de 1998 (21 gols)